# 대한민국 제21대 국회의원 선거 한국경제당 후보 목록
다음은 대한민국 제21대 국회의원 선거 한국경제당 후보 목록이다.

## 비례대표
| 순번 | 후보자 | 경력                  |
| ---- | ------ | --------------------- |
| 1    | 이은재 | 제18·20대 국회의원    |
| 2    | 방형린 | 회사원                |
| 3    | 천은미 | 이화여자의과대학 교수 |
| 4    | 최종호 |                       |
| 5    | 전진영 | 제7대 부산광역시의원  |
| 6    | 박원희 |                       |

## 같이 보기
- 대한민국 제21대 국회의원 선거